# Кенсингтън (дворец)
Дворецът Кенсигтън (на английски: Kensington Palace) е една от лондонските резиденции на английското кралско семейство. Той е сравнително неголяма сграда без излишна показност, разположена в квартал Кенсигтън в западната част на Лондон, в съседство с Кенсингтън гардънс и Хайд парк.
Възникнал е като крайградско имение на графа на Нотингам. Крал Уилям III Орански го купил, тъй като му омръзнало да пътува до отдалечения дворец Хемптън Корт по река Темза и поръчал преустройството му на известния архитект Кристофър Рен. През 1694 г. тук умира съпругата му Мария II Стюарт а след няколко години Петър Първи прави тук визитата си при краля. При кралица Анна е оформен паркът на площ от 30 акра и е построена оранжерия (арх. Джон Ванбру, 1704). Първите крале от Хановерската династия също предпочитали двореца Кенсигтън пред градския дворец Сейнт Джеймс и са живеели почти непрекъснато в него.
След смъртта на Джордж II през 1760 г. дворецът е бил жилище най-вече на представители на по-младшите клонове на управляващата династия. Именно тук се е родила кралица Виктория (за което напомня паметник в градината). Принцеса Даяна също е живяла тук от момента на брака си през 1981 г. до самата си смърт през 1997 г.

## Галерия
- Паметникът на кралица Виктория пред двореца